# Kévin Burgaud
Pour les articles homonymes, voir Burgaud.
Pas d'image ? Cliquez ici

a Compétitions nationales et continentales officielles uniquement.

b Matchs officiels uniquement.
Dernière mise à jour le 26 septembre 2023.
Kévin Burgaud né le 27 novembre 1987 est un joueur de rugby à XV français. Il évolue aux postes de centre ou ailier.

## Biographie
Il est titularisé en numéro 13 en équipe de France fédérale contre l'Irlande dans le Tournoi des Six Nations 2015.
Kévin Burgaud a participé au test-tournoi Tangers Sevens 2008 de rugby à VII qui a eu lieu les 9 et 10 mai 2008. 
Il joue actuellement dans le club du RC Vannes en Pro D2 au poste de centre.